# Rhamnus standleyana
Rhamnus standleyana là một loài thực vật có hoa trong họ Táo. Loài này được C.B. Wolf miêu tả khoa học đầu tiên năm 1938.